# Vincenzo Odoguardi
Vincenzo Odoguardi (Cosenza, 2 de marzo de 1964) es un arquitecto, empresario y Político Italiano .

## Carrera

### Primeros años
En 1990 Odoguardi se graduó como arquitecto en la Universidad de Reggio, Calabria. Ese mismo año obtuvo una Maestría en Arquitectura en la Universidad de Liverpool, Reino Unido, y en 1993 un Doctorado en Planeamiento Urbano en la Northeastern University en Boston, Estados Unidos. Desde ese momento, ejerce su actividad profesional en distintos países, desarrollando proyectos inmobiliarios en Europa, África, EE. UU. y el Caribe.

### República Dominicana
En el año 2000 Odoguardi se estableció en República Dominicana, allí creó un grupo de compañías que operan en diferentes sectores como el turismo, la construcción y desarrollo inmobiliario, finanzas y cine, creando Mirage Group, del cual es Presidente. Enfocó su actividad en el desarrollo del intercambio comercial entre Italia y la República Dominicana, ejerciendo como Presidente de la Cámara de Comercio Domínico-Italiana (2010-2014) y la Federación de Cámaras de Comercio Europeas (2014-2015)
En su país de origen, entre otras actividades, publicó en 2013 un libro titulado L' odore del dimenticare, junto a Marco Romano, dedicado a los caídos durante la Primera y Segunda Guerra Mundial en su ciudad de origen, Trebisacce, en Calabria.
En el año 2014, el Gobierno de Italia lo nombró Vicecónsul Honorario de Italia en Azua de Compostela, y de 2016 a 2020, Cónsul Honorario de Italia en La Romana (con responsabilidad sobre La Romana, Casa de Campo, Bávaro y Punta Cana). Allí desarrolla su actividad social y empresarial.

### América del Norte
El 11 mayo del año 2022 es designado coordinador del MAIE América del Norte

### Mundo
Fue elegido Vicepresidente del MAIE Mundial en noviembre de 2022

## Reconocimientos
- 2009: Premio Marco Polo, otorgado por la Embajada de Italia en la República Dominicana, Cámara de Comercio Domínico Italiana.[21]
- 2009: Orden de la Estrella de la Solidaridad Italiana (Comendador).[22]
- 2009: Orden Bizantina del Santo Sepulcro de Malta.[23]
- 2015: Orden de los Caballeros de Malta (Caballero de Malta).[24]
- 2015: Orden de San Lázaro de Jerusalén (Comendador).

## Otros proyectos
En 2022 se publicó un segundo libro llamado REX, el cual describe los lugares de una Calabria desconocida a través de una novela complementada con 6 años de estudios históricos desde la civilización egipcia y romana hasta nuestros días.